# Джахилия
Джахили́я (араб.  جاهلية‎), также эпоха невежества — в исламе обозначение первобытной грубости и невежества, предшествующей принятию ислама. В широком смысле — аналог «естественного состояния»: беззаконие и жестокость.

## Этимология
В арабско-русском словаре Харлампия Баранова приводятся следующие значения слова араб. جاهلية‎ :
1) невежество; 2) язычество; араб. الجاهلية‎ или араб. الجهلاء‎ доисламская эпоха.

## Религия
До возникновения ислама на Аравийском полуострове существовали общины иудеев, христиан и язычников, представителями которых были главным образом местные арабские племена. Изначально жители аравийского полуострова были преимущественно политеистами, поклонялись духам предков, исповедовали астральные культы, существовал фетишизм (поклонение деревьям, скалам, камням), тотемизм. Чёрный камень Каабы воспринимали как высший божественный символ. Каждое племя имело своего идола, а территория — своё божество. Жрецов не было, и каждый язычник мог самостоятельно совершать обряды. В то же время существовали хранители священных мест, которые решали важные вопросы жизни племен и племенных объединений. Также существовали прорицатели кахины. В IV—V веках в Йемене сложился «йеменский» монотеизм, единое божество там называли просто Богом, Милостивым, Владыкой небес и земли. В V—VI веках во Внутренней Аравии появились другие единобожники, ханифы, которые поклонялись единому Богу Рахману-Милостивому.
Согласно Корану, язычники считали, что идолы приблизят их к Аллаху:

Воистину, чистая вера может быть посвящена одному Аллаху. А те, которые взяли себе вместо Него других покровителей и помощников, говорят: «Мы поклоняемся им только для того, чтобы они приблизили нас к Аллаху как можно ближе».
—  39:3 (Кулиев)
Согласно исламской историографии, сначала арабы (потомки Исмаила, сына Ибрахима) были монотеистами, однако потом заимствовали идолов у амаликов. От той религии у них сохранился обряд хаджа и традиция почитания Каабы, охрана и обслуживание которого возлагалось на племя курайшитов, из которого происходил пророк Мухаммед. Большинство язычников были крайне консервативны по отношению к своей религии, находя причины такого консерватизма в том, что их отцы верили в тех же идолов.

## Культура
У доисламских арабов широко почитались красноречие, гостеприимство и верность своему договору. Среди примитивных качеств доисламского общества можно выделить следующие: существовала кровная месть, у некоторых племён иногда закапывали заживо новорождённых девочек, если родители боялись не прокормить их.
В обществе доисламской Аравии поэты формировали общественное мнение, например, выражая протест против разлагающегося родо-племенного строя.
В V веке разграничение понятий «поэт» и «прорицатель» лишь наметилось, однако со временем произошла градация, в результате которой магические функции перешли к так называемым кя́хинам, а поэтический и историографический аспекты деятельности — к, собственно, поэтам (араб. الشعر الجاهلي‎, невежественная поэзия).

## Экономика
Мекка, в которой жил Мухаммед, являлась торговым и финансовым центром Аравии. Город располагался на пересечении путей из Йемена в Сирию и из Эфиопии (Абиссинии) в Ирак. Валютой, употреблявшейся в обороте в те времена, был динар, который также упоминается в Коране. В соответствии с кораническими аятами это была монета из золота в 24 карата, или 4,25 грамма. Мусульманам предписывается использовать такие деньги при совершении сделок, выплате очистительного налога (закята) и для сбережений. Пророк Мухаммед является основоположником исламской экономики, которая со всеми присущими ей особенностями практически не изменилась до наших дней. В частности, в высказываниях пророка Мухаммеда осуждается ростовщическая практика (риба), а также говорится о золоте и серебре. Эти высказывания (хадисы) отразились на современных экономиках стран исламского мира. В частности, после экономического кризиса 1997 года в противовес бумажным деньгам и нестабильности современной финансовой системы, которую они несут, появился проект золотого динара, поскольку во времена пророка Мухаммеда необеспеченных бумажных денег не существовало. Хотя в мусульманском мире издавна были распространены различные виды оборотных документов, таких как суфтаджа, сакк и другие, принимавшиеся к оплате наряду с обычными металлическими деньгами.

## Климат
Мекка располагалась среди бесплодных скал, земледелие в ней было невозможно. Земледелие было распространено только в оазисах, одним из которых был Ясриб (Медина). Существует мнение о том, что распространение ислама и арабская экспансия в Персию, Сирию и Северную Африку была обусловлена осушением арабских степей и, как следствие, голодом. При этом никаких достоверных сведений по поводу каких-либо существенных изменений климата не имеется, что ставит под сомнение такого рода выводы. К тому же имеются сведения о том, что мусульмане возвращались после завоевательных походов обратно в пустыню.

## Политика
Мекка, как главный центр южной Аравии, была ареной постоянной борьбы за власть. В арабских источниках содержится немало информации о семейных и племенных междоусобицах, однако некоторые западные критики делают акцент на легендарности этих преданий. В связи с тем, что Мекка была крупным торговым городом, политические группировки, получавшие власть, были вовлечены во взаимоотношения с различными арабскими племенами, а также государствами, с которыми была связана торговля Мекки.

## Джахиль
Джа́хиль (араб.  جَاهِلٌ‎ — грубиян, дикарь, невежда) — термин, которым называют людей, живших во времена джахилии. Средневековый исламский богослов Таки ад-Дин Ибн Таймия был, вероятно, первым, кто использовал термин «джахиль» для описания отступников в современном мусульманском обществе.